# Kalaheo
Kalaheo is een plaats (census-designated place) in de Amerikaanse staat Hawaï, en valt bestuurlijk gezien onder Kauai County. In Kalaheo is het hoofdkwartier gevestigd van de National Tropical Botanical Garden, een netwerk dat botanische tuinen en natuurreservaten in Hawaï en Florida met elkaar verbindt.

## Demografie
Bij de volkstelling in 2000 werd het aantal inwoners vastgesteld op 3913.

## Geografie
Volgens het United States Census Bureau beslaat de plaats een oppervlakte van
7,7 km², waarvan 7,6 km² land en 0,1 km² water.

## Plaatsen in de nabije omgeving
De onderstaande figuur toont nabijgelegen plaatsen in een straal van 8 km rond Kalaheo.